# Giuseppe Piazzi

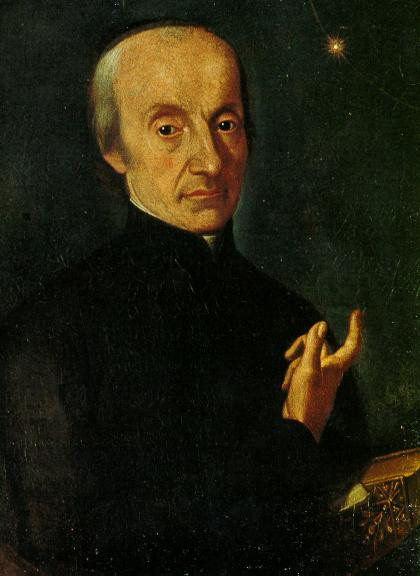
Giuseppe Piazzi zeigt auf den von ihm entdeckten „Planeten“ Ceres. Gemälde von Giuseppe Velasco (1750–1826).

Giuseppe Piazzi (* 16. Juli 1746 in Ponte in Valtellina; † 22. Juli 1826 in Neapel) war ein katholischer Priester, Astronom und Mathematiker.
Er wirkte in Norditalien, in Rom und auf Sizilien, wo er 1801 an der Sternwarte Palermo den ersten Planetoiden entdeckte, die Ceres (zuerst als Komet betrachtet, dann als Planet eingeordnet, ab etwa 1850 als größter Planetoid (Asteroid) und seit 2006 als Zwergplanet bezeichnet).

## Leben und Werk
Giuseppe Piazzi entstammte einer kinderreichen Familie aus dem Veltlin. Er war das neunte von zehn Kindern. Im Alter von elf Jahren wurde er von seinen Eltern auf das Priesterseminar nach Como geschickt. 1763 setzte er seine Studien in Mailand fort und besuchte dort unter anderem die Jesuitenschule in Brera, an der er von Girolamo Tiraboschi unterrichtet wurde.
1765 trat er dem Theatinerorden bei. In der Folge wurde er von seinen Oberen auf die Universität Turin geschickt, um Philosophie zu studieren. In Turin machte er Bekanntschaft mit Giambatista Beccaria und begann Mathematik und Physik zu studieren. 1768 ging er nach Rom auf das Theatinerkloster Sant’Andrea della Valle und beendete dort sein Theologiestudium, zugleich setzte er sein Physikstudium fort und wurde Schüler von François Jacquier.
Nach seiner Ordination zum Priester 1769 ging er nach Genua und unterrichtete dort  Philosophie. 1772 wurde ihm der Lehrstuhl für Mathematik an der Universität Malta anvertraut. Ein Jahr später wurde Piazzi nach Ravenna berufen und lehrte dort Mathematik und Philosophie. 1779 war er als Prediger in Cremona und Venedig tätig, bevor er Ende des Jahres zum Lektor der dogmatischen Theologie am Kloster Sant’Andrea della Valle berufen wurde. Im Kloster lernte er Padre Barnaba Chiaramonti, den späteren Papst Pius VII. und den Dichter Vincenzo Monti kennen.
Anfang 1780 erhielt Piazzi den Lehrstuhl für Infinitesimalrechnung an der königlichen Akademie in Palermo. 1786 wurde ihm vom Vizekönig von Sizilien Francesco Tomaso d’Aquino der Lehrstuhl für Astronomie anvertraut. Im Jahr darauf erhielt er von König Ferdinand I. die Erlaubnis sich nach London und Paris zu begeben, um seine astronomischen Studien zu vertiefen.

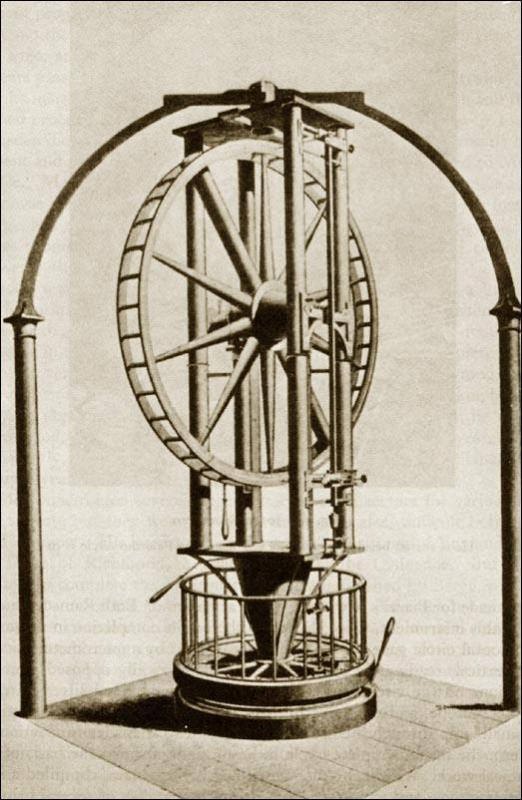
Der Palermo Vertikalkreis von Ramsden

Ab Februar 1787 besuchte er für etwa sechs Monate die Vorlesungen von Jérôme Lalande am Collège de France. Während seines Aufenthaltes in Paris lernte er Pierre-Simon Laplace und Joseph-Louis Lagrange kennen. Im September des gleichen Jahres reiste er nach London weiter und arbeitete dort mit dem Hofastronom Nevil Maskelyne zusammen, mit dem er die Sonnenfinsternis am 3. Juni 1788 beobachtete. In London pflegte er den Umgang mit Wilhelm Herschel. Beim Instrumentenmacher Jesse Ramsden gab Piazzi einen Vertikalkreis für die zu errichtende Sternwarte in Palermo in Auftrag.
Im Sommer 1789 trat er seine Rückreise nach Palermo an. Auf dem Rückweg hielt er sich einige Zeit in Mailand auf und tauschte sich mit Barnaba Oriani über seine Erfahrungen am Observatorium Brera aus. Ende des Jahres langte er schließlich in Palermo an. In den folgenden Monaten widmete er sich dem Bau des Observatoriums in Palermo, das auf einem der Türme des Palazzo dei Normanni zwischen 1790 und 1791 errichtet wurde.
1792 nahm Piazzi seine Arbeit im neuen Observatorium auf. Im gleichen Jahr veröffentlichte er seine Ergebnisse in einem vierbändigen Werk mit dem Titel Della Specola astronomica de’ regi studj di Palermo.
Als er in einem astrometrischen Projekt genaue Sternörter bestimmte, gelang ihm am 1. Januar 1801 die Entdeckung des ersten Asteroiden des Sonnensystems. Er hielt ihn zunächst für einen fernen Kometen, erkannte aber nach einigen Wochen eine Planetenbahn. Der knapp 1000 km große Himmelskörper wurde von Piazzi zu Ehren des Königs Cerere Ferdinandea benannt und erhielt etwas später den verkürzten Namen der römischen Erdgöttin Ceres. Nach 41 Tagen ging er durch den abnehmenden Abstand zur Sonne verloren, wurde aber nach einer Analyse des jungen Carl Friedrich Gauß zu Jahresende wiedergefunden.

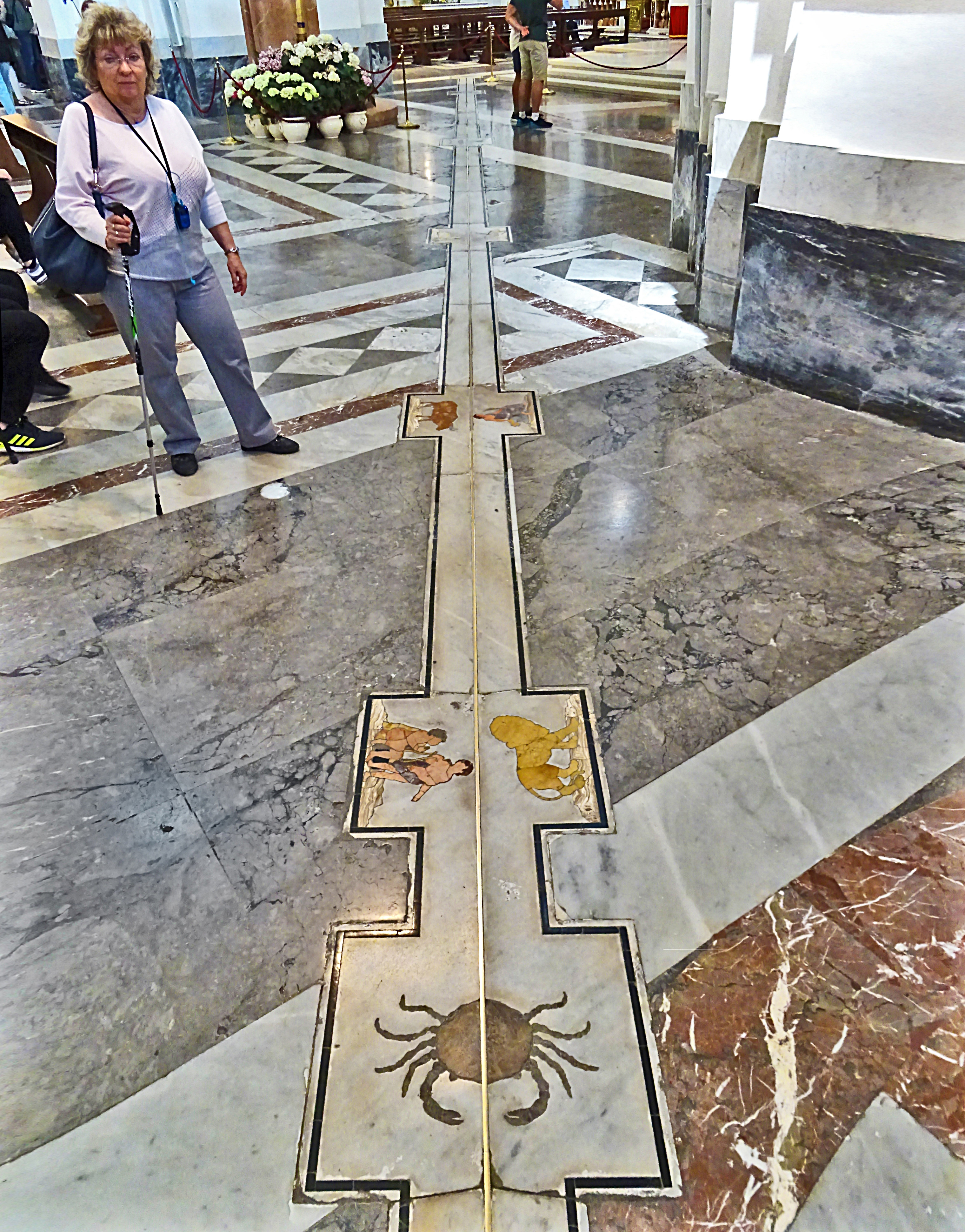
Jahres-Sonnenlauf durch die Tierkreiszeichen in der Kathedrale von Palermo

1803 veröffentlichte Giuseppe Piazzi einen ersten Sternkatalog mit 6748 Einträgen. Das Werk wurde nach einhelliger zeitgenössischer Meinung als erster methodologisch angelegter Sternkatalog bezeichnet. 1811 wurde die von Piazzi entworfene Sonnenuhr in der Kathedrale von Palermo eingeweiht. 1814 erschien die erweiterte Auflage seines Sternkatalogs mit nun 7646 Einträgen. Zwischen 1817 und 1822 hielt er sich mehrmals in Neapel auf, um die Arbeiten am Bau des Observatoriums von Capodimonte zu leiten. 1824 übernahm er das Amt des Präsidenten der Società reale di Napoli.
Piazzi war ab 1804 auswärtiges Mitglied der Göttinger Akademie der Wissenschaften. 1808 wurde er auswärtiges Mitglied der Bayerischen Akademie der Wissenschaften und 1812 korrespondierendes Mitglied der Preußischen Akademie der Wissenschaften. Ab 1804 war er Mitglied (Fellow) der Royal Society sowie der Académie des sciences in Paris und ab 1805 Ehrenmitglied der Russischen Akademie der Wissenschaften in Sankt Petersburg. Neben der Veröffentlichung seines Sternkatalogs mit 7646 Einträgen studierte er die Eigenbewegungen vieler Sterne, unter anderem von 61 Cygni.
Giuseppe Piazzi starb am 22. Juli 1826 in Neapel.
Der Asteroid (1000) Piazzia und der Mondkrater Piazzi sind nach ihm benannt.